# Sloveens curlingteam (mannen)
Het Sloveense curlingteam vertegenwoordigt Slovenië in internationale curlingwedstrijden.

## Geschiedenis
Slovenië nam voor het eerst deel aan een groot toernooi tijdens het Europees kampioenschap van 2011 voor C-landen in het Deense Tårnby. Tijdens dit eerste toernooi werd er maar één wedstrijd gewonnen. Een jaar later ging het al een stuk beter: Slovenië won vier van zijn negen wedstrijden en eindigde op de derde plaats. Hierdoor werd maar net naast promotie naar de B-divisie gegrepen. In 2013 eindigden de Slovenen op de vierde plek in de C-divisie, een jaar later als zesde. In 2015 wonnen de Slovenen de titel in de C-divisie, waardoor ze voor het eerst mochten deelnemen aan de B-divisie.

## Slovenië op het Europees kampioenschap
| Jaar | Plaats        | Skip          | WG            | W             | V             | PV            | PT            |
| ---- | ------------- | ------------- | ------------- | ------------- | ------------- | ------------- | ------------- |
| 1991 | Geen deelname | Geen deelname | Geen deelname | Geen deelname | Geen deelname | Geen deelname | Geen deelname |
| 1992 | Geen deelname | Geen deelname | Geen deelname | Geen deelname | Geen deelname | Geen deelname | Geen deelname |
| 1993 | Geen deelname | Geen deelname | Geen deelname | Geen deelname | Geen deelname | Geen deelname | Geen deelname |
| 1994 | Geen deelname | Geen deelname | Geen deelname | Geen deelname | Geen deelname | Geen deelname | Geen deelname |
| 1995 | Geen deelname | Geen deelname | Geen deelname | Geen deelname | Geen deelname | Geen deelname | Geen deelname |
| 1996 | Geen deelname | Geen deelname | Geen deelname | Geen deelname | Geen deelname | Geen deelname | Geen deelname |
| 1997 | Geen deelname | Geen deelname | Geen deelname | Geen deelname | Geen deelname | Geen deelname | Geen deelname |
| 1998 | Geen deelname | Geen deelname | Geen deelname | Geen deelname | Geen deelname | Geen deelname | Geen deelname |
| 1999 | Geen deelname | Geen deelname | Geen deelname | Geen deelname | Geen deelname | Geen deelname | Geen deelname |
| 2000 | Geen deelname | Geen deelname | Geen deelname | Geen deelname | Geen deelname | Geen deelname | Geen deelname |
| 2001 | Geen deelname | Geen deelname | Geen deelname | Geen deelname | Geen deelname | Geen deelname | Geen deelname |
| 2002 | Geen deelname | Geen deelname | Geen deelname | Geen deelname | Geen deelname | Geen deelname | Geen deelname |
| 2003 | Geen deelname | Geen deelname | Geen deelname | Geen deelname | Geen deelname | Geen deelname | Geen deelname |
| 2004 | Geen deelname | Geen deelname | Geen deelname | Geen deelname | Geen deelname | Geen deelname | Geen deelname |
| 2005 | Geen deelname | Geen deelname | Geen deelname | Geen deelname | Geen deelname | Geen deelname | Geen deelname |
| 2006 | Geen deelname | Geen deelname | Geen deelname | Geen deelname | Geen deelname | Geen deelname | Geen deelname |
| 2007 | Geen deelname | Geen deelname | Geen deelname | Geen deelname | Geen deelname | Geen deelname | Geen deelname |

| Jaar | Plaats        | Skip           | WG            | W             | V             | PV            | PT            |
| ---- | ------------- | -------------- | ------------- | ------------- | ------------- | ------------- | ------------- |
| 2008 | Geen deelname | Geen deelname  | Geen deelname | Geen deelname | Geen deelname | Geen deelname | Geen deelname |
| 2009 | Geen deelname | Geen deelname  | Geen deelname | Geen deelname | Geen deelname | Geen deelname | Geen deelname |
| 2010 | Geen deelname | Geen deelname  | Geen deelname | Geen deelname | Geen deelname | Geen deelname | Geen deelname |
| 2011 | 32            | Zvonimir Sever | 8             | 1             | 7             | 39            | 66            |
| 2012 | 27            | Zvonimir Sever | 9             | 4             | 5             | 45            | 75            |
| 2013 | 28            | Lan Žagar      | 8             | 5             | 3             | 77            | 56            |
| 2014 | 29            | Gašper Uršič   | 9             | 5             | 4             | 74            | 48            |
| 2015 | 16            | Tomas Tišler   | 20            | 14            | 6             | 128           | 92            |
| 2016 | 24            | Štefan Sever   | 9             | 3             | 6             | 34            | 57            |
| 2017 | 23            | Štefan Sever   | 8             | 2             | 6             | 43            | 68            |
| 2018 | 26            | Lan Žagar      | 8             | 2             | 6             | 46            | 61            |
| 2019 | 27            | Jure Čulić     | 11            | 7             | 4             | 92            | 46            |
| 2021 | 24            | Jure Čulić     | 20            | 12            | 8             | 142           | 107           |
| 2022 | 26            | Štefan Sever   | 8             | 1             | 7             | 41            | 62            |
| 2023 | 27            | Bor Zelinka    | 9             | 5             | 4             | 72            | 47            |
| 2024 | 27            | Bor Zelinka    | 9             | 6             | 3             | 54            | 39            |
| 2025 | ?             | Tomas Tišler   | 10            | 8             | 2             | 95            | 41            |

Andorra · Australië · België · Bosnië en Herzegovina · Brazilië · Bulgarije · Canada · China · Chinees Taipei · Denemarken · Duitsland · Engeland · Estland · Filipijnen · Finland · Frankrijk · Georgië · Griekenland · Groot-Brittannië · Guyana · Hongarije · Hongkong · Ierland · IJsland · India · Israël · Italië · Jamaica · Japan · Kazachstan · Kenia · Kirgizië · Kroatië · Letland · Liechtenstein · Litouwen · Luxemburg · Mexico · Nederland · Nieuw-Zeeland · Nigeria · Noorwegen · Oekraïne · Oostenrijk · Polen · Portugal · Puerto Rico · Qatar · Roemenië · Rusland · Saoedi-Arabië · Schotland · Servië · Slovenië · Slowakije · Spanje · Thailand · Tsjechië · Tsjecho-Slowakije · Turkije · Verenigde Staten · Wales · Wit-Rusland · Zuid-Korea · Zweden · Zwitserland